# Carl Theodor Protzen
Carl Theodor Protzen (* 17. Oktober 1887 in Stargard; † 13. September 1956 in München) war ein deutscher Maler. Er ist insbesondere für seine Bilder vom Bau der Reichsautobahn bekannt, die als Inbegriff nationalsozialistischer Kunst gelten.

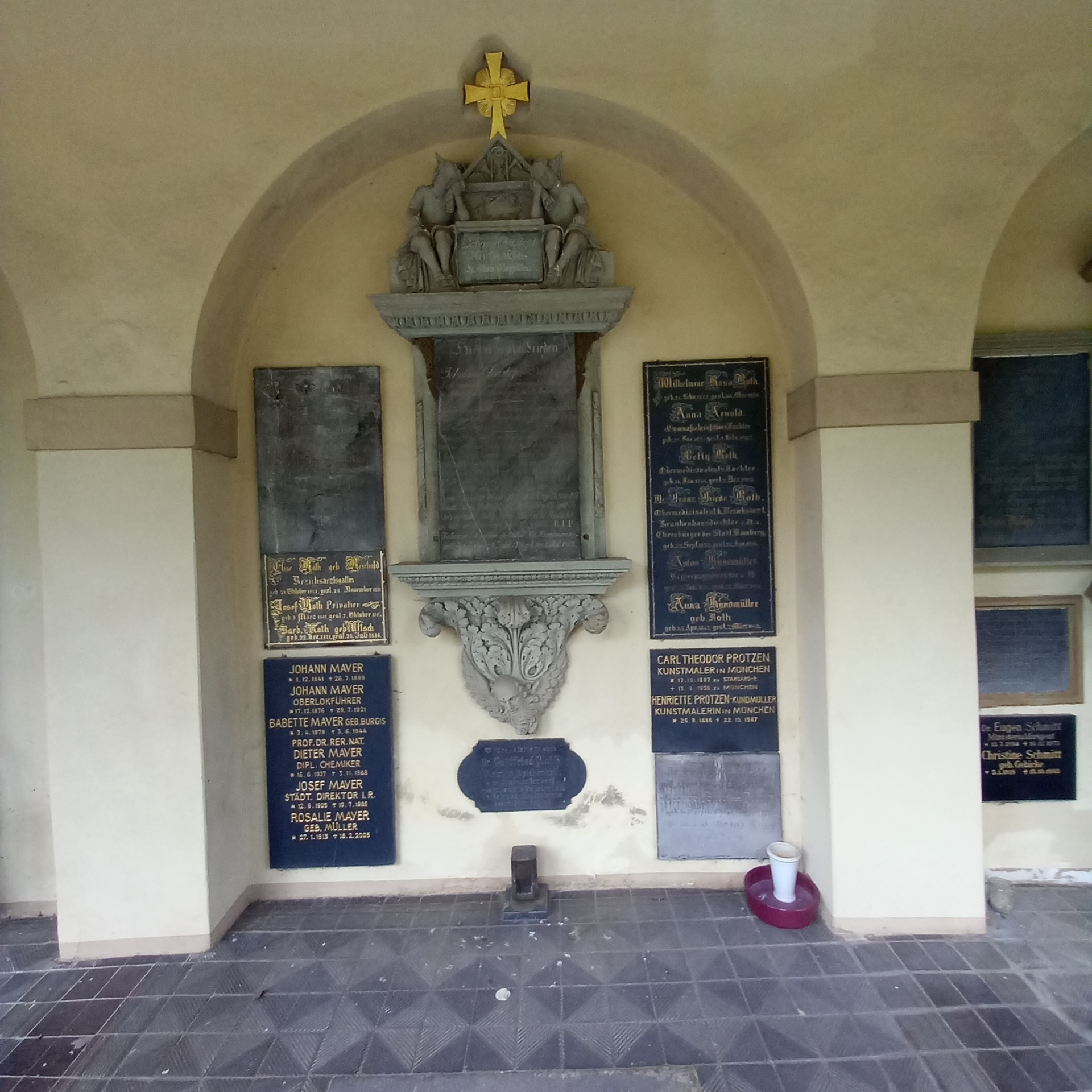
Das Grab von Carl Theodor Protzen und seiner Ehefrau Henny Protzen-Kundmüller auf dem Hauptfriedhof in Bamberg

## Leben
Carl Theodor Protzen wurde am 17. Oktober 1887 in Stargard geboren. Er studierte zunächst in Leipzig und Paris Graphik. Während des Ersten Weltkrieges wurde er als Zivilgefangener auf Korsika festgehalten, wo er sich erstmals als Maler betätigte. Zwischen 1919 und 1925 studierte Protzen bei Ludwig von Herterich an der Akademie der Bildenden Künste in München. Er engagierte sich im Allgemeinen Studierendenausschuss der Akademie, im Kunstverein München, im (Feldgrauen) Künstlerbund München, im Wirtschaftsverband Bildender Künstler, in der Deutschen Gesellschaft für christliche Kunst und in der Münchner Künstlergenossenschaft. Er unternahm zudem verschiedene Studienreisen nach Dänemark, Italien, Österreich und in die Schweiz. Protzen präsentierte sich hauptsächlich mit Stillleben und Landschaften in der Öffentlichkeit. Bereits vor 1933 war er ein etabliertes Mitglied des Münchner Kunstbetriebs. Im Jahr 1921 heiratete Protzen die Malerin Henny Protzen-Kundmüller (1896–1967).
Ab 1933 malte Protzen fast ausschließlich Landschaften, ab 1943 Blumenstillleben. Erst im Spätwerk ab ca. 1950 versuchte er sich wieder an unterschiedlichen Motiven und Stilen. Während er vor der Zeit des „Dritten Reichs“ impressionistisch, latent expressionistisch und neusachlich malte, probierte er sich nun auch am Kubismus und der Abstraktion. Sein Werk ist anhand von Fotografien im Nachlass fast vollständig nachzuvollziehen. 1928 schuf er mehrere Werke zu Industriethemen, auf denen stets Menschen zu sehen waren. In den 1930er Jahren konzentrierte er sich bei seinen Werken zur Reichsautobahn eher auf Konstruktionsweise und Monumentalität. Diese Entwicklung wird in der kunsthistorischen Forschung zumindest als tendenzielle Nazifizierung gedeutet. Protzen war neben Künstlern wie Erich Mercker, Albert Birkle und Karl Hubbuch an der medialen Begleitung des Autobahnbaus im Dritten Reich beteiligt. Von Juni bis September 1934 wurde in München die Ausstellung Die Straße veranstaltet, die in der Folge in veränderter Form auch in weiteren deutschen Städte gezeigt wurde. An den acht monumentalen Fresken, die dort zu sehen waren, war er beteiligt. In der Ausstellung Die Straßen Adolf Hitlers in der Kunst aus dem Jahr 1936 zeigte er sieben Gemälde. Er schuf 1939 das Gemälde Straßen des Führers, das die im August 1939 auf der Strecke Nürnberg-München fertiggestellte Talbrücke Holledau während ihres Baus zeigt. Das Gemälde wurde auf der Großen Deutschen Kunstausstellung 1940 in München ausgestellt und dort von Adolf Hitler erworben. Während die mediale Begleitung des Baus der Autobahnen im Verlauf der 1930er-Jahre abnahm, versuchte Protzen mit diesem Gemälde noch einmal in monumentaler und heroisierender Form seiner Autobahnmalerei Geltung zu verschaffen. Es geht in seiner ideologischen Anlage noch über die Werke hinaus, die Mitte der 1930er-Jahre entstanden waren, indem nun der an dem monumentalen Bauwerk arbeitende Mensch wieder Teil der Darstellung wird und die Perspektive zugunsten der Aufnahme einer örtlichen Kirche verfremdet wird, die dem Betrachter eine regionale Zuordnung des Werkes ermöglichen sollte. Den Titel des Bildes überhöhte Protzen mit Verweis auf Hitler vom eigentlich technischen Bildgegenstand, womit er ein typisches Mittel der Nazifizierung, das Berthold Hinz als „Substantialisierung durch verbale Prädikate“ bezeichnet hat, verwendete. Dies unterstrich noch einmal die bereits mit dem großen Format angelegte Erhebung der Baustelle zum Monument. Insgesamt verblieben die Autobahn-Bilder Protzens stilistisch der Neuen Sachlichkeit verpflichtet. Für Bernhard Maaz liegt die Ambivalenz der Bilder darin begründet, dass sie einerseits die technischen Neuerungen dokumentierten, andererseits einen Bildgegenstand zeigten, der insbesondere aus heutiger Perspektive in Verbindung zur Aufrüstung und Kriegsvorbereitung steht.
Insgesamt konnte Carl Theodor Protzen 19 Werke auf den Großen Deutschen Kunstausstellungen in München zeigen. Jedoch erlebte er auch Zurückweisungen. So gehörte er zu den Künstlern, von denen Hitler 1941 bei seiner Vorbesichtigung der Ausstellung ein Werk entfernen ließ. 1942 hielt er sich mit seiner Frau in den eroberten Ostgebieten auf, um im Auftrag der Reichsregierung Gemälde anzufertigen. Daraus entstand seine Serie „Deutscher Osten“. 1944 war er in der Ausstellung Deutsche Künstler und die SS in Breslau und Salzburg vertreten.
Nach Kriegsende nahm Protzen weiterhin am kulturellen Leben teil. So war er Mitbegründer der neuen Münchner Künstlergenossenschaft 1945 und stellte 1947 auf deren erster Ausstellung im Lenbachhaus nach dem Fall des Nationalsozialismus aus. 1949 war er zudem Mitbegründer der Ausstellungsleitung des Hauses der Kunst. 1976 fand eine Gedächtnisausstellung in der Städtischen Galerie im Lenbachhaus statt.

## Rezeption und Nachlass
Protzen gilt als zu Recht vergessener Künstler, wie im Rahmen von Rezensionen der Ausstellung „Artige Kunst“. Kunst und Politik im Nationalsozialismus (2016–2017 in der Situation Kunst in Bochum, der Kunsthalle Rostock und dem Kunstforum Ostdeutsche Galerie in Regensburg) betont wurde. Sein Werk Straßen des Führers wurde beispielsweise von Max Florian Kühlem für Die Tageszeitung als „ein einziges Nazi-Klischee“ klassifiziert und mit folgender Beschreibung bedacht: „Winzig kleine, in Demut für den Führer erstarrte, entindividualisierte Arier-Männchen (obwohl ihr Haarschopf dafür etwas zu dunkel wirkt) mit starken Oberkörpern arbeiten freudig vor der im warmen Sonnenlicht leuchtenden, gigantischen Baustelle einer Talbrücke. Ein erhebendes Sprüchlein ziert den breiten, vergoldeten Rahmen: ‚Rodet den Forst – Sprengt den Fels – Überwindet das Tal – Zwinget die Ferne – Ziehet die Bahn durch Deutsches Land‘.“ Kunsthistorische Forschung zu Carl Theodor Protzens Leben und Werk existierte bis zum Jahre 2020 nicht.
Der Nachlass von Carl Theodor Protzen und seiner Ehefrau befindet sich im Deutschen Kunstarchiv, das am Germanischen Nationalmuseum in Nürnberg angesiedelt ist. Die Bayerischen Staatsgemäldesammlungen verwahren über hundert Werke Protzens. Ein Aquarell Protzens gehört zum rund vierhundert Werke umfassenden Restbestand der German War Art Collection im Centre for Military History in Washington, D.C.